# Square Charles-Victor-Langlois
Square Charles-Victor-Langlois je square v Paříži ve 4. obvodu. Jeho rozloha činí 1140 m2. Square nese jméno Charlese Victora Langloise (1863–1929), který byl v letech 1913–1928 ředitelem Národního archivu.

## Umístění
Square je umístěno mezi Rue des Blancs-Manteauxa kostel Notre-Dame-des-Blancs-Manteaux.

## Historie
Náměstí bylo vytvořeno v roce 1961. Nachází se na místě budov bývalého kláštera Notre-Dame-des-Blancs-Manteaux a severní části Rue des Guillemites (mezi Rue des Blancs-Manteaux a Rue des Francs-Bourgeois), jejíž domy byly poškozeny během bombardování dne 24. srpna 1944.

## Vybavení
Square se rozkládá na ploše 1140 m2. Je zde dětské hřiště, stůl na stolní tenis a pískoviště. Je osazeno břízami, hlohy, albízií a jabloní mnohokvětou. U zdi kostela se nacházejí zbytky kašny Guillemites z roku 1719. Původně se kašna nacházela u kostela sv. Bartoloměje.